# يانغبا
لي إيون جين (هانغل: 양파)، (المعروفة بإسمها الفني يانغبا (بالإنجليزية: Yangpa)‏ هي مغنية كورية جنوبية. ولدت في 17 مارس 1979. ظهرت لأول مرة في عام 1996 مع أغنية «حب المبتدئ».

## روابط خارجية
- يانغبا على موقع ميوزك برينز (الإنجليزية)